# Ctenus drassoides
Ctenus drassoides este o specie de păianjeni din genul Ctenus, familia Ctenidae. A fost descrisă pentru prima dată de Karsch, 1879.
Este endemică în Columbia. Conform Catalogue of Life specia Ctenus drassoides nu are subspecii cunoscute.